# Spaden (Västra Skedvi socken, Västmanland)
Spaden är en sjö i Köpings kommun i Västmanland och ingår i Norrströms huvudavrinningsområde. Sjön har en area på 0,486 kvadratkilometer och ligger 63 meter över havet.

## Delavrinningsområde
Spaden ingår i det delavrinningsområde (660852-148965) som SMHI kallar för Utloppet av Oppäsen. Medelhöjden är 75 meter över havet och ytan är 24,1 kvadratkilometer. Räknas de 3 avrinningsområdena uppströms in blir den ackumulerade arean 104,2 kvadratkilometer. Ässingån (Finnåkersån) som avvattnar avrinningsområdet har biflödesordning 3, vilket innebär att vattnet flödar genom totalt 3 vattendrag innan det når havet efter 190 kilometer. Avrinningsområdet består mestadels av skog (72 procent). Avrinningsområdet har 4,69 kvadratkilometer vattenytor vilket ger det en sjöprocent på 19,5 procent.